# Platja de Muro (strand i Spanien)
Platja de Muro är en strand i Spanien.   Den ligger i regionen Balearerna, i den östra delen av landet, 600 km öster om huvudstaden Madrid.